# Veuxhaulles-sur-Aube
 Veuxhaulles-sur-Aube  là một xã thuộc tỉnh Côte-d'Or trong vùng Bourgogne miền đông nước Pháp.